# 유니언 신학교 (뉴욕시)

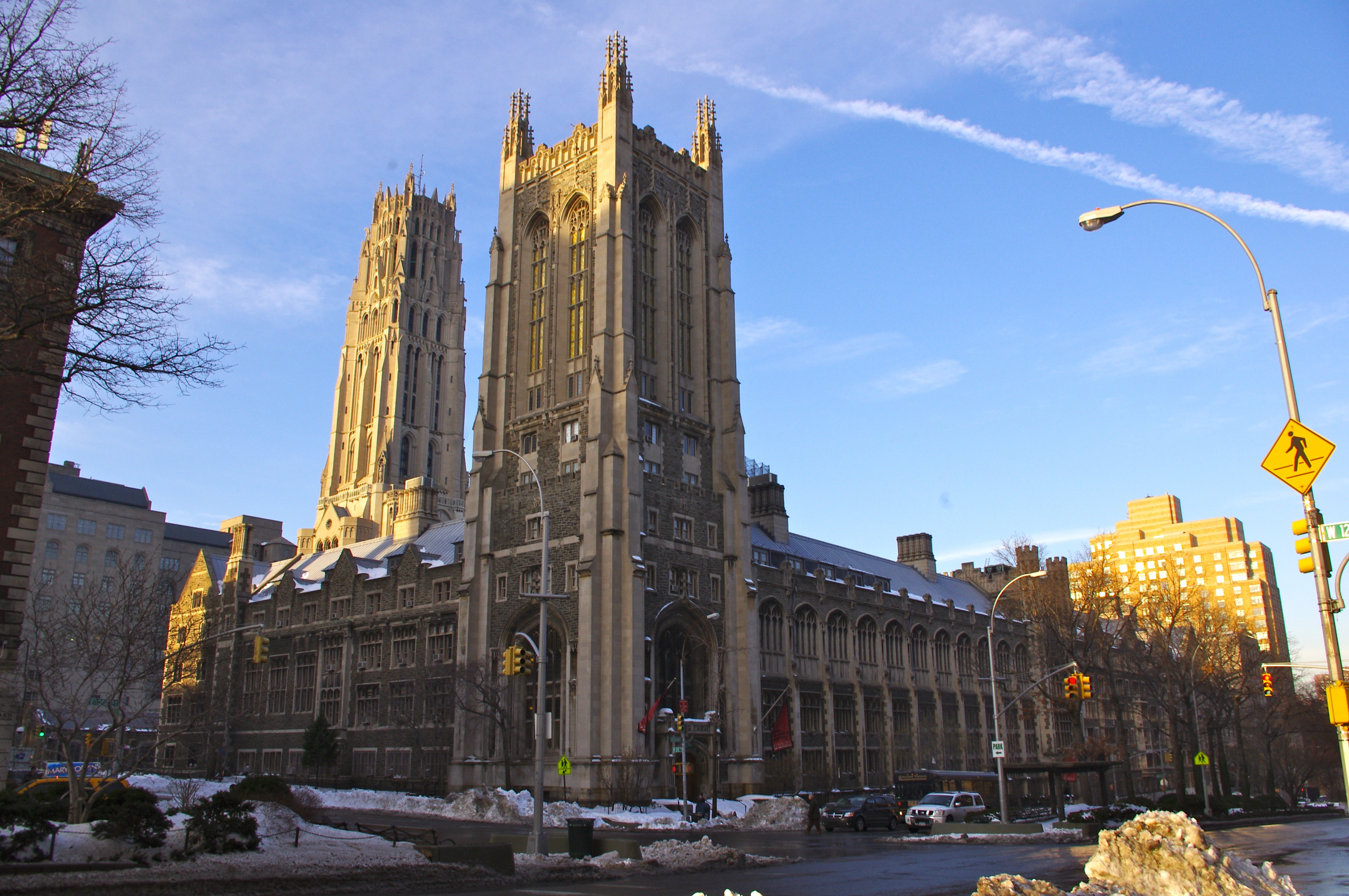
Union Theological Seminary

유니언 신학교(Union Theological Seminary in the City of New York)는 뉴욕 맨해튼 중심 모닝 사이드 하이츠에 있는 사립 에큐메니컬 기독교 자유주의 신학교 및 신학대학원이다. 뉴욕의 컬럼비아 대학교(Columbia University) 안에 위치하고 있다. 동명의 학교로 버지니아 주에도 유니온 장로교 신학교가 있었다. 그래서 유니언 신학교에서는 자신들을 '뉴욕에 있는 유니언 신학교'라고 구분해서 소개한다. 미국에서 가장 오래된 독립 신학교이며, 오랫동안 진보적인 기독교 학문의 보루로 알려져 왔으며, 교직원이나 동문들 사이에서 저명한 사상가(폴 틸리히, 라인홀드 니부어, 리처드 니부어, 디트리히 본회퍼, 제임스 콘, 코넬 웨스트, 마커스 보그, 칼 로저스)들이 많이 있다. 뉴욕의 정신과 같은 곳이며 흑인 신학, 여성주의 신학의 발상지이자 20세기 자유 기독교 사상의 중심지가 되었고, "유니언은 신앙과 학문이 만나 정의의 일을 다시 상상하는 곳"이라는 말을 즐겨 사용한다.
700,000개 이상의 자료가 소장되어 있는 미국에서 가장 큰 신학 도서관 중 하나인 버크 도서관(Burke Library)을 보유하고 있다. 1928년부터 신학교는 컬럼비아 대학의 구성 신학 교수진 역할을 해왔다. 또한 행정 시스템과 학생 보험 모두 컬럼비아 대학에서 관리되고 있다.  1964년에 UTS는 인접한 미국의 유대인 신학교 와도 제휴를 맺었다.
- UTS는 다음 학위를 수여한다: 신학 석사(M.Div), 신학 및 사회복지 석사(MDSW), 종교 석사(MAR), 사회 정의 예술 석사(MASJ), 신성 신학 석사(STM), 철학 박사(Ph.D)

## 역사

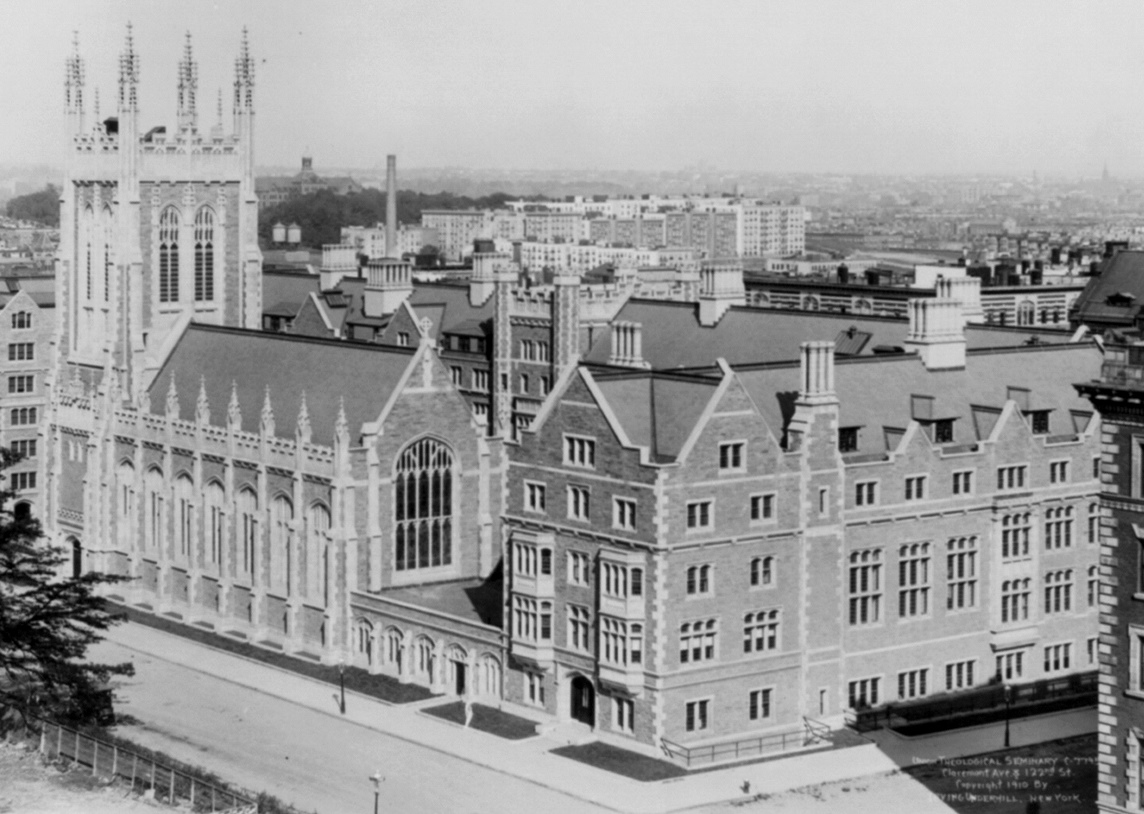
3041 브로드웨이 (3041 Broadway)

유니언 신학교는 1836년에 설립되었다. 19세기 후반에 이곳은 미국 자유 기독교의 주요 중심지 중 하나가 되었다. 1891년에 성경 연구 의장으로 임명된 Charles A. Briggs는 취임 연설에서 성경의 축자적 영감에 의문을 제기했다. 미국 장로교 총회가 브릭스의 임명을 거부하고 2년 후 결국  Briggs를 이단으로 몰아냈을 때, 유니언은 교단의 감독에서 벗어났다.
1895년에 Union Theological Seminary Alumni Club의 회원들은 뉴욕시에서 가장 오래된 정착촌 중 하나인 Union Settlement Association을 설립했다. 런던의 토인비 홀을 방문하고 시카고의 헐 하우스(Hull House) 사례에서 영감을 얻은 동문들은 북쪽과 남쪽이 이스트 96번가와 110번가로 둘러싸인 맨해튼 지역, 동쪽과 서쪽이 이스트강과 센트럴파크가 위치해 있다.
Union Settlement는 여전히 존재하며 East Harlem의 이민자와 저소득층 주민을 지원하기 위한 지역사회 기반 서비스와 프로그램을 제공한다. East Harlem의 가장 큰 사회 복지 기관 중 하나인 Union Settlement는 유아 교육, 청소년 개발, 노인 서비스, 직업 훈련, 예술, 성인 교육, 영양을 포함한 다양한 프로그램을 통해 East Harlem 전역의 17개 위치에서 매년 13,000명 이상의 사람들에게 다가간다. 상담, 농산물 직거래 장터, 지역사회 발전, 동네 문화 행사 등을 진행한다.
라인홀드 니버(Reinhold Niebuhr)와 폴 틸리히(Paul Tillich)는 UTS를 전후기 자유주의 개신교와 신정통 개신교의 중심지로 만들었다. Niebuhr는 1929년에, Tillich는 1933년에 UTS에 합류했다. 저명한 대중 지식인인 코넬 웨스트(Cornel West)는 1977년에 UTS에서 유망한 학문적 경력을 시작했다. 1960년대 이후(신정통주의가 사라지는 동안) 자유주의가 보수주의에 기반을 잃고 그에 따라 명성이 쇠퇴함에 따라 UTS는 재정적 어려움과 학생 기반 감소로 인해 크게 위축되었다. 결국 학교는 건물 일부를 컬럼비아 대학에 임대하고 버크 도서관에 대한 소유권과 책임을 컬럼비아에 이전하는 데 동의했다. 이러한 계약은 도서관 비용 증가와 상당한 캠퍼스 수리 필요성으로 인해 위축되었던 학교 재정을 안정시키는 데 도움이 되었다.
2008년 7월 1일, 신학자 서린 존스(Serene Jones)가 조셉 C. 허프 주니어 (Joseph C. Hough Jr.)의 뒤를 이어 유니언 역사상 최초의 여성 회장이 되었습니다.

## 캠퍼스

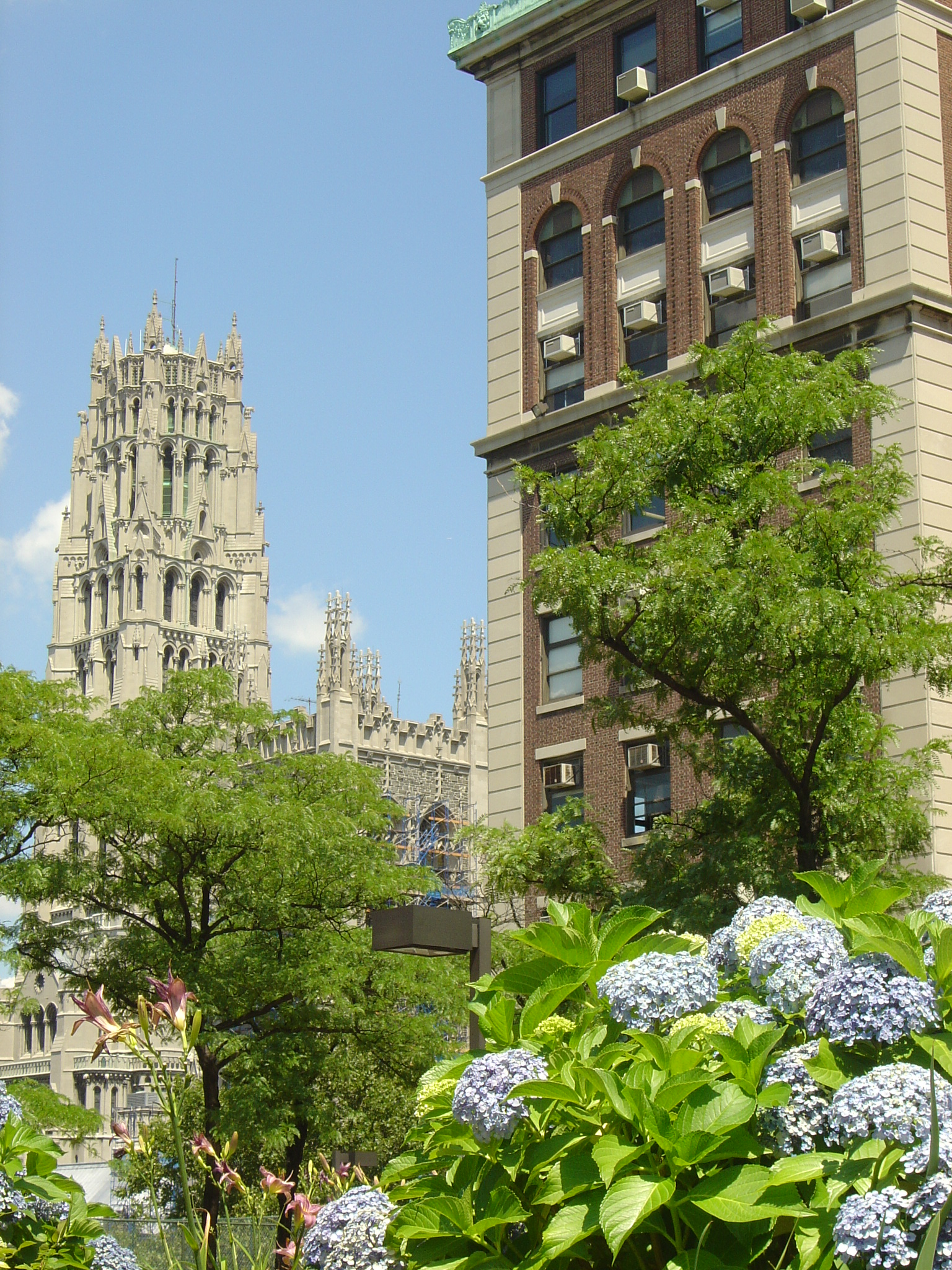
캠퍼스 모습

Union 캠퍼스는 뉴욕시 맨해튼의 Morningside Heights 인근에 위치하고 있으며 Claremont Avenue, Broadway 및 West 120th 및 122nd Streets와 경계를 이루고 있다. 1910년에 완성된 건축가 Allen & Collens의 벽돌과 석회암 영국 고딕 양식의 부흥 건축물에는 더럼 대성당(Durham Cathedral)의 횡단 타워의 특징을 적용한 타워가 포함되어 있다. 사범대학, 바너드 대학, 미국 유대인 신학대학원, 맨해튼 음악대학과 인접한 유니언은 이 모든 학교와 교차 등록 및 도서관 이용 계약을 맺고 있다.
이 건물은 1980년 4월 23일에 국립 사적지에 추가되었으며, 일부는 1965년에 뉴욕시 지정 랜드마크가 되었다. 컬럼비아 대학을 찾은 많은 방문객들이 학교 건물의 역사성에 매료되어 가장 많이 사진을 찍고 가는 장소 중 하나이며, 컬럼비아 대학 내부에 위치한 'Joe Coffee Company' 매장에서 가장 아름답게 학교를 바라볼 수 있다. 대학교 좌우로 뉴욕 맨해튼에서 규모가 크고 유명한 'Riverside Park'와 'Morningside Park'가 위치해 있어 전경이 매우 아름답다.

## 도서관

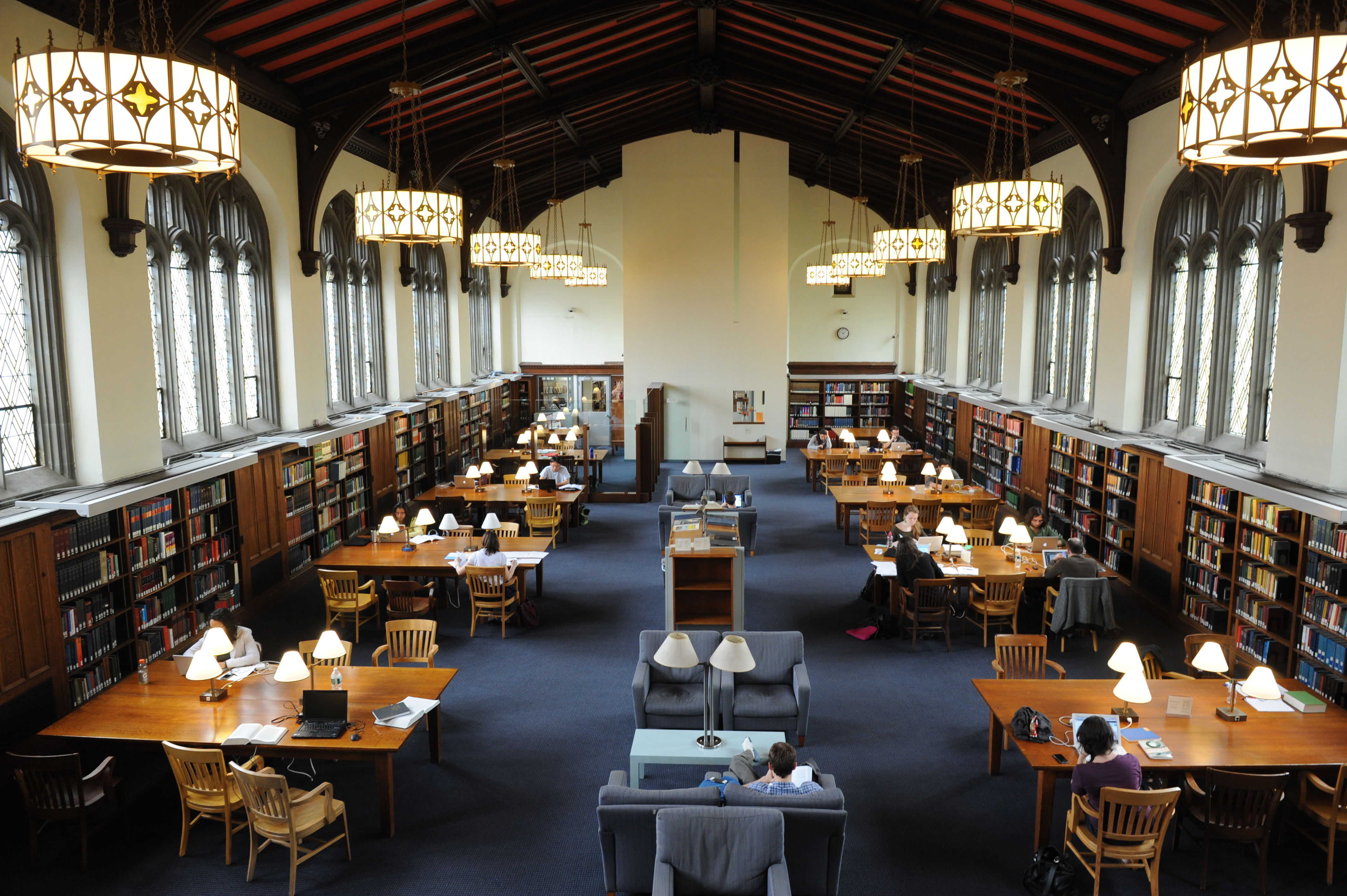
Burke Library

북미에서 가장 큰 신학 도서관 중 하나인 Union Theological Seminary의 Burke 도서관에는 700,000권 이상의 항목을 소장하고 있다. Burke의 소장품에는 서기 20년의 그리스 인구 조사 기록, 성 보니페이스의 생애에 대한 희귀한 12세기 사본, 1818년 필라델피아에서 출판된 최초의 아프리카계 미국인 찬송가 중 하나를 포함한 광범위한 특별 컬렉션이 포함다. 버크 도서관은 또한 신학 장학금 여성 기록 보관소와 선교 연구 도서관 기록 보관소를 포함하여 세계적으로 유명한 여러 기록 보관소 컬렉션을 유지하고 있다.
2004년에 Union의 Burke 도서관은 1,400만 권 이상의 장서를 보유하고 있는 Columbia University Libraries 시스템에 완전히 통합되었다. 이 도서관은 1976년부터 1982년까지 신학교 이사회 의장을 역임한 도서관의 관대한 후원자인 Walter Burke의 이름을 따서 명명되었다.

## 유니언 신학교와 관련된 신학자 및 동문
- 폴 틸리히: 독일계 미국인 신학자이자 기독교 실존주의 철학자
- 디트리히 본회퍼: 독일 루터교 신학자이자 나치 저항가, 1930년 UTS에서 대학원 연구와 Reinhold Niebuhr 지도교수로 재직
- 리처드 니부어(Richard Niebuhr): 기독교 사회 윤리, 영향력 있는 The Nature and Destiny of Man (1941) 및 Serenity Prayer ( 12단계 프로그램을 통해 대중화됨 )의 저자
- 라인홀드 니부어: 신학자, 신학 교수
- 코넬 웨스트: 철학자, 신학 교수, 사회 운동가, 배우, 정치인
- 폴 니터(Paul F. Knitter): 신학자, 신학 교수
- 마커스 보그: 성서 학자 및 작가; 오레곤주립대학교 종교문화학과 전 훈데레 석좌교수
- 칼 로저스: 인본주의 심리학의 창시자 중 한 명이며, 특히 인간 중심 심리 치료로 잘 알려진 미국의 심리학자
- 프랭클린 I. 갬웰(Franklin I. Gamwell): 시카고 대학교 신학교의 종교 윤리, 종교 철학, 신학 교수 Shailer Mathews
- 라파엘 워녹 (Raphael Warnock): 조지아 주 상원의원(2021-)
- George R. Lunn: 뉴욕 스키넥터디 시장 , 미국 하원의원
- Lisa Oz: 작가이자 라디오 및 텔레비전 성격
- Michelle Alexander: 작가, 민권 옹호자, The New Jim Crow: Mass Incarceration in the Age of Colorblindness 의 저자, The New York Times 의 오피니언 칼럼니스트 . 2016년부터 2021년까지 객원교수
- James Cone (1936-2018): 흑인 신학의 창시자 , 그는 죽을 때까지 Charles Augustus Briggs 저명한 조직신학 교수
- Henry FC Nichols: 위스콘신 주의회 의원
- David P. Gushee: Mercer University의 기독교 윤리학과 교수 . 9권의 책과 70개 이상의 기사를 저술한 저자
- Walter Brueggemann: William Marcellus McPheeters 구약학 교수
- 현경: 대한민국 출신 신학자, 신학 교수
- John Batchelor  – 라디오 뉴스 쇼 작가 및 진행자

## 대학 홈페이지
- Columbia University in the City of New York - 컬럼비아 대학교 홈페이지의 유니언 신학교 소개
- Union Theological Seminary - 유니언 신학교 홈페이지